# Херцогство Бавария-Щраубинг
Херцогство Бавария-Щраубинг или Бавария-Щраубинг-Холандия, Щраубинг-Холандия (на немски: Teilherzogtum Bayern-Straubing, Niederbayern-Straubing-Holland, Niederbayern-Straubing, Bayern-Straubing-Holland) обхваща територията на днешна Долна Бавария и нидерландските графства Хенегау, Холандия, Зеландия и Фризия.
Съществува от 1353 до 1425/1429 г. и е управлявано от Щраубинг и Хага.

## Списък на херцозите
| Име        | Управление                                                                                                 | Произход             |
| Вилхелм I  | 1347 – 1389 херцог на Щраубинг-Холандия, от 1357 г. умствено болен                                         | син на Лудвиг IV     |
| Албрехт I  | 1347 – 1404 херцог на Щраубинг-Холандия, 1347 – 1358 херцог на Щраубинг, 1358 – 1389 регент на Нидерландия | брат на Вилхелм I    |
| Албрехт II | 1387 – 1397 управител на Щраубинг                                                                          | син на Албрехт I     |
| Вилхелм II | 1404 – 1417 херцог на Щраубинг-Холандия, херцог на Нидерландия                                             | син на Албрехт I     |
| Йохан III  | 1404 – 1425 херцог на Щраубинг-Холандия, 1404 – 1417 херцог на Щраубинг                                    | син на Албрехт I     |
| Якоба      | 1417 – 1433 наследничка на Нидерландия, 1420 свалена от власт от Йохан III                                 | дъщеря на Вилхелм II |